# Flamanville (Alta Normandia)
Flamanville è un comune francese di 432 abitanti situato nel dipartimento della Senna Marittima, nella regione della Normandia.

## Società

### Evoluzione demografica
Abitanti censiti